# Circolo Nautico Salerno
Il Circolo Nautico Salerno era una squadra di pallanuoto di Salerno. Ha militato nel campionato di serie A1 dalla stagione 2005/06 fino al 2007/08, al termine della quale è retrocessa in A2.
La società cessa l'attività nel corso del 2010.

## Rosa 2007/2008
- Bruno Antonino     	    portiere  	Napoli 31/12/1975
- Gaetano Bennardino 	    portiere	        Salerno 12-06-87
- Stefano Guerra 	    portiere	        Salerno 21/11/1990
- Christian Andrè 	    centrovasca 	Pomigliano D'Arco 22-02-72
- Daniele Parisi 	    centrovasca 	Civitavecchia 06-10-85
- Marco Storniello 	    centrovasca 	Eboli 12-05-83
- Dragan Budjen 	    centrovasca 	Kotor (Montenegro) 25/2/1984
- Blagoje Ivovic     centrovasca 	Kotor  (Montenegro) 3/10/1980
- Dragan Medan 	    attaccante 	Dubrovnik 5-3-79 (Croazia)
- Cesare Russo 	    attaccante 	Napoli 10-02-85
- Andrea Sicignano 	    attaccante 	Salerno 11-10-88
- Simone Pagliarini 	    attaccante 	Civitavecchia 01-12-82
- Fabio Villani 	    centroboa 	Napoli 14-02-79
- Gabriele Di Iorio difensore 	Napoli 22 ottobre 1983
- Domenico D'Antuono 	    centroboa 	Salerno 15-06-89
- Marino Vincenzo 	    difensore 	Salerno 13-10-93

Allenatore:  Mario Grieco

## Cronistoria
- 2005-06 - 8ª Serie A1 Girone A
- 2006-07 - 6ª Serie A1 Girone 2
- 2007-08 - 13ª Serie A1
- 2008-09 - 9ª Serie A2 Girone Sud
- 2009-10 - 11ª Serie A2 Girone Sud